# Туркоаја (Тулћа)
Туркоаја (рум. Turcoaia) насеље је у Румунији у округу Тулћа у општини Туркоаја. Oпштина се налази на надморској висини од 2 m.

## Становништво
Према подацима из 2002. године у насељу је живело 3695 становника, од којих су сви румунске националности.